# Karjusaari (ö i Finland, Norra Savolax)
Karjusaari är en ö i Finland.   Den ligger i kommunen Varkaus i den ekonomiska regionen  Varkaus ekonomiska region  och landskapet Norra Savolax, i den sydöstra delen av landet, 290 km nordost om huvudstaden Helsingfors.